# Бертольд фон Болен унд Гальбах
Бертольд Ернст Август фон Болен унд Гальбах (нім. Berthold Ernst August von Bohlen und Halbach; 12 листопада 1913, Ессен — 21 квітня 1987) — німецький підприємець.

## Біографія

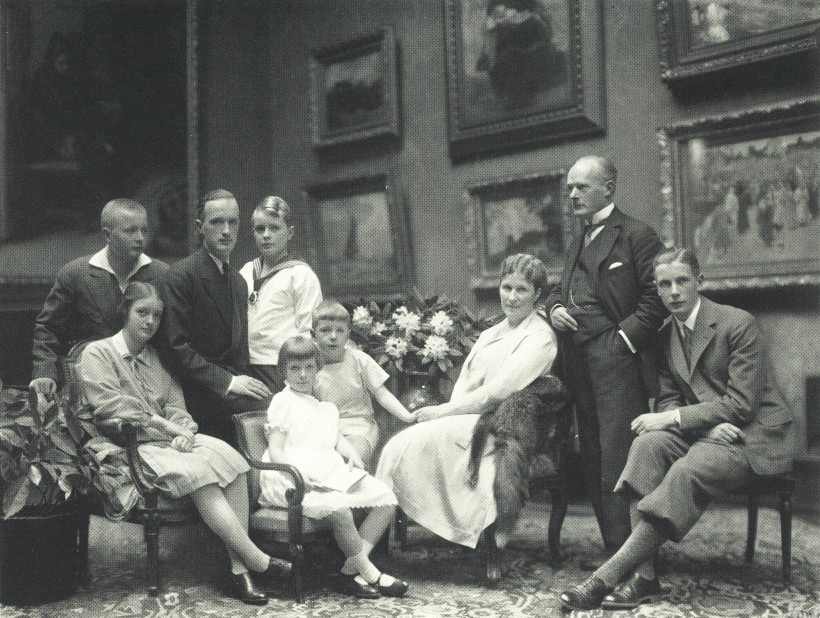
Густав Крупп з дружиною та дітьми (1928). Бертольд — крайній ліворуч.

Четвертий син промисловця Густава Круппа і його дружини Берти. Значну частину юності провів на сімейній віллі Гюґель в Ессені. Після закінчення школи розпочав навчання в Мюнхенському університеті, проте батьки відправили його в Оксфорд разом із братом Клаусом.
Під час Другої світової війни Бертольд служив штабним офіцером на Сході, далеко від лінії фронту, а також займався дослідженням пеніциліну в себе вдома. 15 листопада 1943 року разом із братами, сестрами та Зітою фон Медінгер, вдовою загиблого в січні 1940 році Клауса, підписав «Указ фюрера про сімейний бізнес фірми Friedrich Krupp AG», згідно якого вони всі відмовились від спадку, щоб фірма дісталась старшому брату Альфріду.
Кінець війни зустрів із родиною в родовому замку Блюнбах. Оскільки Густав Крупп був прикований до ліжка через хворобу, Бертольд тимчасово керував сімейними справами. В 1951 році Альфрід Крупп, засуджений під час Нюрнберзького процесу у справі Круппа до 12 років ув'язнення, вийшов із в'язниці і підписав договір, згідно з яким усі брати, сестри та син загиблого Клауса Арнольд отримали по 10 000 000 марок компенсації за відмову від спадку. Значну частину грошей Бертольд вклав у деякі компанії, серед них — Wasag AG і Jurid-Werke GmbH.
В 1953 році Берлтольд і його дядько Тіло фон Вільмовскі разом із музеєм Фолькванг організував першу велику виставку у віллі Гюґель, успіх якої (400 000 відвідувачів) ознаменував початок використання частини вілли для художніх виставок.
В 1955 році разом із братом Гаральдом, який повернувся з радянського полону, заснував компанію Bohlen Industrie GmbH.

## Сім'я
Дружина — Едіт фон Мальцан (1919—2009), дочка дипломата Аго фон Мальцана. 24 березня 1956 року в подружжя народився син Екберт, теперішній власник Bohlen Industrie GmbH.

## Вшанування пам'яті
На честь Бертольда названа вулиця в Ессені (нім. Bertholdstraße).

## Нагороди
- Медаль «За зимову кампанію на Сході 1941/42»[2]